# Amadou Cheiffou
Amadou Cheiffou (geboren in 1942) is een Nigerese politicus. Hij was premier van Niger van oktober 1991 tot 17 april 1993. Cheiffou stelde zich kandidaat voor de Democratische Sociale Rallypartij (RSD-Gaskiya) bij de presidentsverkiezingen van 16 november 2004, en werd vierde van de zes kandidaten door 6,35% van de stemmen te winnen.